# Pohránov
Pohránov je malá vesnice, část obce Srch v okrese Pardubice. Nachází se asi 2 km na západ od Srchu. V roce 2009 zde bylo evidováno 31 adres. V roce 2001 zde trvale žilo 55 obyvatel.
Pohránov je také název katastrálního území o rozloze 2,3 km2.